# Mischocarpus oppositifolius
Mischocarpus oppositifolius är en kinesträdsväxtart som först beskrevs av João de Loureiro, och fick sitt nu gällande namn av Elmer Drew Merrill. Mischocarpus oppositifolius ingår i släktet Mischocarpus och familjen kinesträdsväxter. Inga underarter finns listade i Catalogue of Life.